# Zielony Lasek (Ryn)
Zielony Lasek (deutsch Grünwalde) ist ein Ort in der polnischen Woiwodschaft Ermland-Masuren und gehört zur Stadt- und Landgemeinde Ryn (Rhein) im Powiat Giżycki (Kreis Lötzen).

## Geographische Lage
Zielony Lasek liegt am Südufer des Großen Kotteck-Sees (polnisch Jezioro Kotek) im mittleren Osten der Woiwodschaft Ermland-Masuren, 22 Kilometer südwestlich der Kreisstadt Giżycko (Lötzen) und sieben Kilometer südöstlich der Stadt Ryn (Rhein).

## Geschichte
Der vor 1785 Szieloni Lasseck genannte kleine Gutsort war von 1874 bis 1945 in den Amtsbezirk Lawken (1938 bis 1945 Lauken, polnisch Ławki) eingegliedert. Er gehörte zum Kreis Lötzen im Regierungsbezirk Gumbinnen (1905 bis 1945 Regierungsbezirk Allenstein) in der preußischen Provinz Ostpreußen.
Von 1874 bis 1913 war Grünwalde dem Standesamt Orlen (polnisch Orło) zugeordnet, danach bis 1945 dem Standesamt Rhein (Ryn).
Zusammen mit der zugehörigen Ortschaft Barlickshof (polnisch Bartlikowo, heute nicht mehr existent) zählte Grünwalde im Jahre 1910 insgesamt 65 Einwohner, im Jahre 1933 waren es 69, und ebenso viele im Jahre 1939.
Aufgrund der Bestimmungen des Versailler Vertrags stimmte die Bevölkerung im Abstimmungsgebiet Allenstein, zu dem Grünwalde gehörte, am 11. Juli 1920 über die weitere staatliche Zugehörigkeit zu Ostpreußen (und damit zu Deutschland) oder den Anschluss an Polen ab. In Grünwalde stimmten 40 Einwohner für den Verbleib bei Ostpreußen, auf Polen entfielen keine Stimmen.
In Kriegsfolge wurde der Ort 1945 mit dem gesamten südlichen Ostpreußen nach Polen überstellt und erhielt die polnische Namensform „Zielony Lasek“. Heute ist er in das Schulzenamt (polnisch sołectwo) Mioduńskie (Mniodunsken, 1929 bis 1945 Immenhagen) einbezogen und bildet eine Ortschaft im Verbund der Stadt- und Landgemeinde Ryn (Rhein) im Powiat Giżycki (Kreis Lötzen), vor 1998 der Woiwodschaft Suwałki, seither der Woiwodschaft Ermland-Masuren zugeordnet.

## Kirche
Bis 1945 war Grünwald in die Evangelische Pfarrkirche Rhein in der Kirchenprovinz Ostpreußen der Kirche der Altpreußischen Union un in die Katholische Pfarrkirche St. Bruno Lötzen im Bistum Ermland eingepfarrt. Heute gehört Zielony Lasek zur Evangelischen Pfarrkirche in Ryn in der Diözese Masuren der Evangelisch-Augsburgischen Kirche in Polen sowie zu katholischen Kirchengemeinde in Ławki (Lawken, 1938 bis 1945 Lauken), einer Filialgemeinde von Ryn im Bistum Ełk (Lyck) der Römisch-katholischen Kirche in Polen.

## Schule
Vor 1945 besuchten die Kinder aus Grünwalde die Schule in Lawken (1938 bis 1945 Lauken, polnisch Ławki).

## Verkehr
Zielony Lasek liegt verkehrsgünstig an der Woiwodschaftsstraße DW 642, die in Nord-Süd-Richtung durch das gesamte Gemeindegebiet von Ryn verläuft und bis in den Norden des Powiat Mrągowski (Kreis Sensburg) führt. Eine Bahnanbindung gibt es nicht.